# دویکه
دویکه (به صربی: Dujke) یک منطقهٔ مسکونی در صربستان است که در سینیتسا واقع شده‌است. دویکه ۲۹٫۵۵ کیلومتر مربع مساحت و ۱۵۲ نفر جمعیت دارد.